# Meyer aus Berlin
Meyer aus Berlin is een Duitse filmkomedie uit 1919 onder regie van Ernst Lubitsch. Destijds werd de film in Nederland uitgebracht onder de titel Sally op reis.

## Verhaal
De Jood Sally Meyer heeft genoeg van zijn vrouw. Hij vraagt zijn huisarts om hem een lange vakantie voor te schrijven. Hij gaat vervolgens op reis naar Tirol, waar hij de knappe Knitty leert kennen. Om haar te versieren zal hij een hoge berg beklimmen.

## Rolverdeling
| Acteur          | Personage   |
| --------------- | ----------- |
| Ernst Lubitsch  | Sally Meyer |
| Ethel Orff      | Paula       |
| Heinz Landsmann | Harry       |
| Trude Troll     | Kitty       |